# Crash Nomada
Crash Nomada är ett folkpunkband som är baserat i Stockholm. Musiken är en blandning av punk, rock och folkmusik från olika delar av världen. Gruppen hette i en tidigare konstellation Dorlene Love och gav under det namnet ut albumet Exile Deluxe 2008 men bytte namn till det nuvarande 2011. Första albumet som Crash Nomada, Atlas Pogo, gavs ut 2012 och i november 2018 släpptes nästa album, det självbetitlade Crash Nomada. Bandets liveframträdanden omnämns som vilda och explosiva, och Crash Nomada har spelat runtom i Europa på klubbar och festivaler.

## Historia

### Bildandet och tiden som Dorlene Love (2004 - 2011)

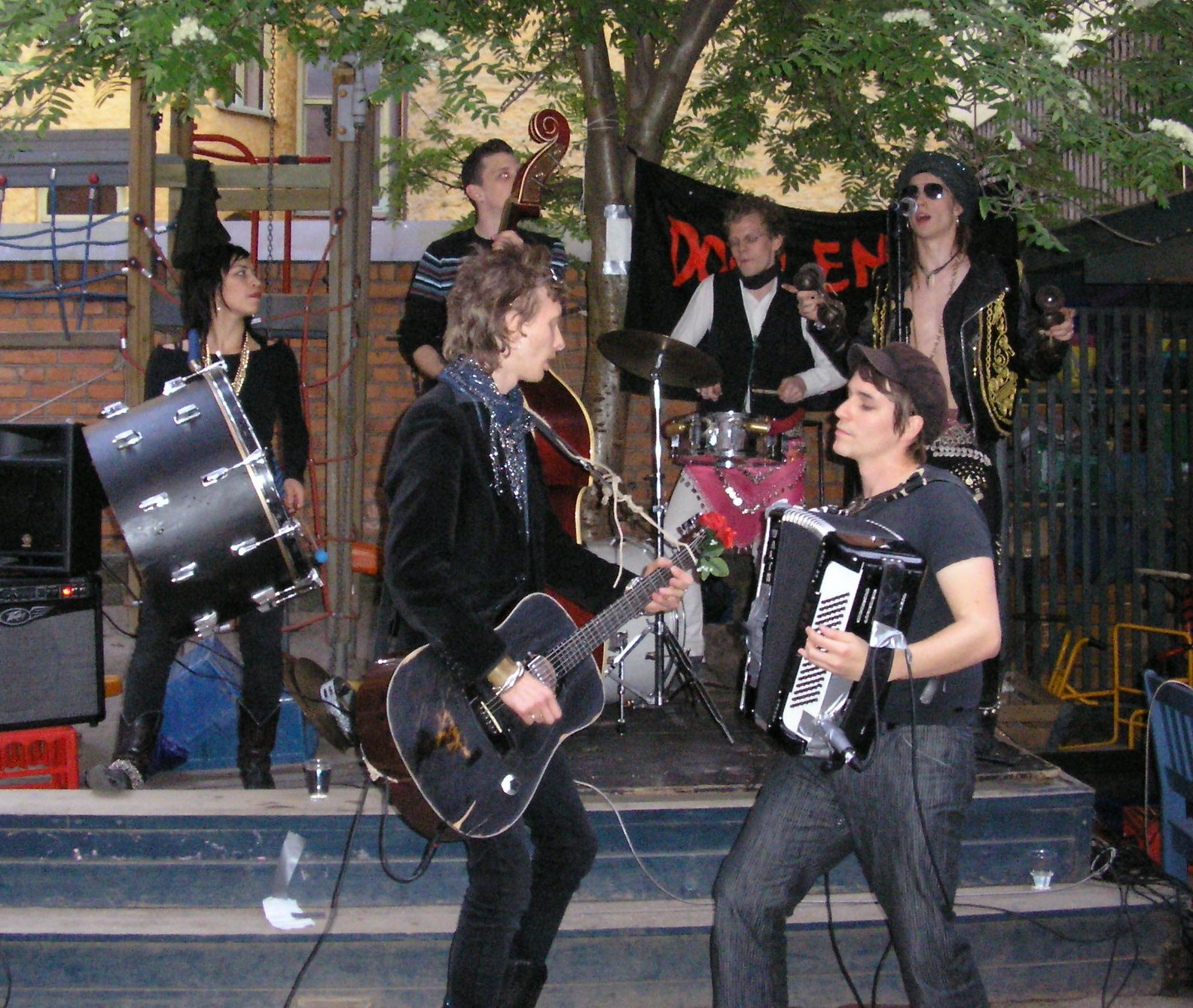
Bandet under tidigare bandnamnet Dorlene Love, 2007

Bandet bildades 2004 och hette då Dorlene Love. Under detta namn släpptes 2006 en självbetitlad EP med fyra spår samt albumet Exile Deluxe på Birdnest Records 2008.
Redan tidigt fick bandet namn om sig att vara en explosiv liveakt och i Dagens Nyheter kallades deras scenshow bland annat en "galen cirkus". Sommaren 2006 spelade bandet på festivalen Peace & Love i Borlänge första gången och det har blivit sammanlagt nio stycken spelningar på den festivalen under åren. Under åren som Dorlene Love uppträdde bandet på olika scener runt om i Sverige och gjorde bland annat konserter i Spanien och en turné i Holland. 

### Namnbyte och debutalbumetAtlas Pogo(2011 - 2012)

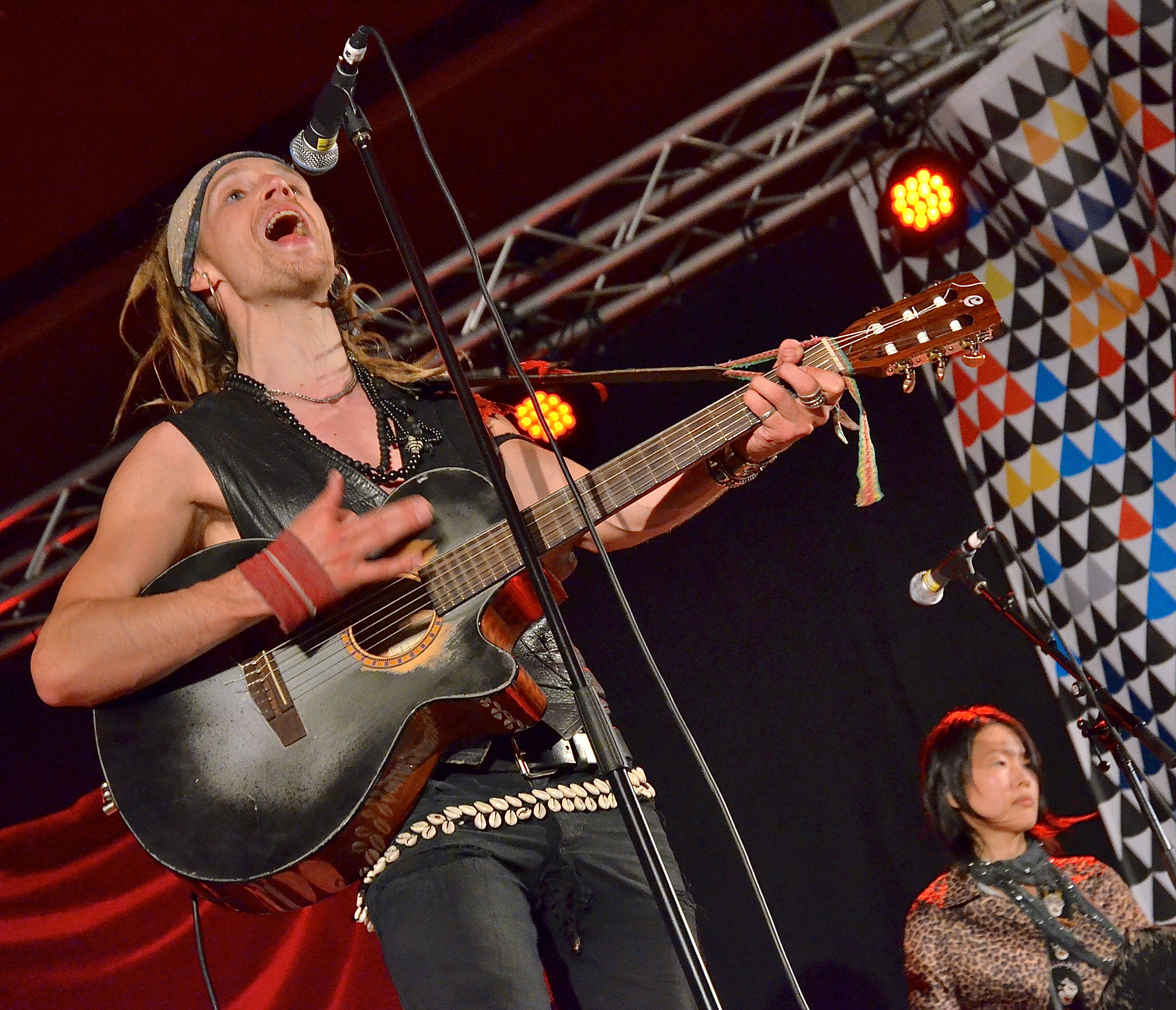
Sångaren Ragnar Bey och basisten Tomoko Sukenobu, 2012

Den sista spelningen som Dorlene Love gick av stapeln 15 mars 2011 på Kafé 44 i Stockholm där bandet delade scen med Göteborgsbandet Räfven. Bandet bytte därefter namn till Crash Nomada. Anledningen till bytet var bland annat namnlikheten med den amerikanska artisten Darlene Love.
Låten From Town To Town släpptes 2011 som singel med b-sidan Drop out. och även singeln Itineranza kom samma år. Första fullängdsalbumet under det nya namnet Crash Nomada, Atlas Pogo, gavs ut i mars 2012 av Transnational Records på CD, vinyl och digitalt. Albumet spelades in i Helter Skelter studio och i Studio Partihallen. Atlas Pogo fick ett gott mottagande och bandet jämfördes i recensionerna med bland andra Gogol Bordello, Mano Negra, The Clash och svenska Monster. Låten Leila släpptes som singel och bandet gjorde 2012 en video till den tillsammans med regissören André Sebastie. Atlas Pogo släpptes 2013 även i Japan via skivbolaget Uncle Owen Music.

### BroarochCrash Nomada(2013 - 2018)
EP:n Broar gavs ut 2013 och utöver titellåten innehåller den också spåren Drar Härifrån, Spöad Av Musiken och Aldrig Bytas Ut. I Close-Up Magazine listade Mikael Sörling EP:n som en av de tio bästa 7"-utgivningarna år 2013. Skivan gavs ut digitalt samt som en 7" vinylskiva av Transnational Records. Vinylen släpptes i en begränsad upplaga om 100 exemplar med handgjort omslag av sandpapper. En video till spåret Drar härifrån filmades tillsammans med fotografen Damón Zurawski och släpptes 26 juli 2013.
Bandet släppte två singlar 2016, Mälaren och Ljuset som du sökte vilka producerades av Jari Haapalainen. Ljuset som du sökte handlar om konstnären och filosofen Ivan Aguélis liv och verk. En musikvideo gjordes till låten, regisserad av Attila Urban. 2017 samarbetade Crash Nomada med den egyptiska sångerskan Maryam Saleh och släppte låten och videon Leih Ya Hamam som är en duett på arabiska och svenska. 
Det andra fullängdsalbumet, vilket är självbetitlat och med sång helt på svenska, gavs ut 9 november 2018. Albumet Crash Nomada producerades av Jari Haapalainen, mixades av Pelle Gunnerfeldt och gavs ut av Transnational Records. Före utgivningen släpptes Under en mörk europeisk himmel som singeln och video i oktober 2018. Recensionerna var positiva och albumet beskrevs som "skickligt och genreöverskridande" (Ergo) och musiken jämfördes med Thåström och Imperiet.
I december 2018 nominerades Crash Nomada till årets Gaffa-pris i kategorierna Årets grupp och Årets album.

### Samlingsalbum och samarbeten
Crash Nomada har även deltagit på olika samlingsskivor såsom Turist I Tillvaron Vol.4 (2012) tillsammans med bland andra synthpunkpopbandet Le Muhr och på Too Punk To Folk samma år med låten From Town To Town.
Sångaren Ragnar Bey deltog 2013 med sång på Daboo & Cafe de Calaveras EP Ima Dana/Hajmo.

## Diskografi
Studioalbum
- 2008 – Exile Deluxe (som Dorlene Love)
- 2012 – Atlas Pogo
- 2018 – Crash Nomada
- 2022 – En rispa i evigheten
- 2025 – Innan mörkret faller

EP
- 2006 – Dorlene Love
- 2013 – Broar

Singlar
- 2011 – From town to town
- 2011 – Itineranza
- 2012 – Leila
- 2016 – Mälaren
- 2016 – Ljuset som du sökte
- 2017 – Leih ya Hamam (med Maryam Saleh)
- 2018 – Under en mörk europeisk himmel
- 2023 – Euriopeiskt skräp
- 2024 – Öppna en till
- 2024 – Trasiga
- 2025 – Nattfjäril
- 2025 – Hela vägen ner

Samarbeten och samlingsalbum
- 2011 - Folkrock 3
- 2012 - Turist I Tillvaron Vol.4

## Musikvideor
- 2009 - The only heart I broke was mine (som Dorlene Love)
- 2011 - From town to town
- 2011 - Itineranza
- 2012 - Leila
- 2013 - Drar härifrån
- 2016 - Mälaren
- 2016 - Ljuset som du sökte
- 2017 - Leih Ya Hamam (i samarbete med Maryam Saleh)
- 2018 - Under en mörk europeisk himmel

## Medlemmar
Nuvarande medlemmar
- Ragnar Bey - sång, akustisk gitarr
- Linus "el Toro" Fransson - trummor, percussion, sång
- John Hagenby - elgitarr, saz-cümbüş sång
- Walter Salé - dragspel, sång
- Sara Edin - fiol, sång
- Mathilda Sundin - bas, sång

Tidigare medlemmar
- Tomoko Sukenobu - bas, sång
- Felicia - percussion
- K. Ming - bas
- Dolores - trumpet

### Gästmusiker
- Lars Ydgren - altsaxofon, klarinett), spår 4, 5, 8, 11 på Exile Deluxe
- Matti Pohjola - kornett, spår 4 och 11 på Exile Deluxe
- Fredrik Söderström darbuka, spår 2 på Exile Deluxe
- Karin Walterson violin, spår 10 på Exile Deluxe
- MOA - sång, spår 5 på Exile Deluxe
- Martin Nurmi - altsaxofon på Itineranza

## Konserter och festivaler
Crash Nomada är ett aktivt liveband och har bland annat spelat på festivalen Urkult, på Peace & Love nio gånger och runtom i ett antal länder i Europa. Här är ett urval av spelningar under åren från 2012 till 2018.
- 2012, 4 april Debaser Slussen, Stockholm. Releasefest för Atlas Pogo
- 2012, 12 maj - Birdnest 30-årsjubileum, Ögir, Köping
- 2012, 17 maj - Kafé 44, Stockholm. Med Eyeballin’ Torpedoes
- 2012, 25 maj - Klubb Sputnik, Uppsala
- 2012, 29 juni - Peace & Love, Borlänge
- 2012, 18 augusti - Stockholms Kulturfestival, Sergels torg
- 2012, 11 augusti - Islands Of Peace Festival, Åland
- 2012, 1 december - Kulturföreningen sunkträsket, Gislaved
- 2013, 12 januari - Klubb Kalashnikov, Stockholm
- 2013, 6 juni - Kafé 44, Stockholm
- 2013, 8 juni - Pet Sounds Bar, Stockholm. Releasefest för Broar.
- 2013, 26 juni - Debaser, Malmö
- 2013, 3 juli - Östhammars musikvecka, Österbybruk
- 2013, 27 juli - Röda Sten, Göteborg
- 2013, 2 augusti - Urkult, Näsåker
- 2013, 9 augusti - The Barfly, Camden, London
- 2013, 10 augusti - Boomtown Fair Festival, Winchester, England
- 2013, 23 augusti - Tmn Ao Vivo, Lissabon, Portugal
- 2013, 25 augusti - Maré de Agosto Festival, Azorerna, Portugal
- 2014, 29 april - Kalmar nation, Uppsala
- 2014, 4 juli - Östhammars musikvecka, Österbybruk
- 2014, 18 juli - Amme Rock Festival, Vasula, Estland
- 2014, 30 augusti -  Miracle Hill Benefiz Festival, Italien
- 2015, 6 februari - Rumpus Party, Islington Metal Works, London, England
- 2015, 29 maj - Södra teatern, Kägelbanan, Stockholm
- 2015, 16 juli - Ålands Sjödagar, Mariehamn
- 2015, 8 augusti - Gruvpunken, Norberg
- 2015, 28 augusti - Uplands nation, Uppsala
- 2016, 8 januari - Debaser Strand, Stockholm
- 2016, 9 juli - Peace & Love, Borlänge
- 2016, 5 augusti - Urkult, Näsåker
- 2016, 23 september - Melodybox, Hägersten
- 2016, 8 oktober, Nellys Kungsör
- 2017, 7 april - Rumpus Party, Islington Metal Works, London, England
- 2017, 8 april - Stranger Than Paradise, Hootananny Brixton, London, England
- 2017, 13 maj - Klubb Stoppsmäll, Falun
- 2017, 31 maj - Pygméteatern, Stockholm
- 2017, 6 juli - Peace & Love, Borlänge
- 2017, 10 augusti - Boomtown Fair Festival, Winchester, England
- 2017, 6 september - GIBCA Extended, Konstepidemin, Göteborg
- 2017, 21 oktober - Hedemora Out & Loud, Hedemora
- 2017, 4 november - Kapellet, Norrtälje
- 2018, 7 april - Folk- och världsmusikgalan, Norrköping
- 2018, 5 maj - Melodybox, Hägersten
- 2018, 29 november - Bar Brooklyn, Stockholm. Releasefest för albumet Crash Nomada
- 2018, 17 december - Twangs skiv & merchmarknad. Akustiskt.

Kommande konserter
- 2019, 15 mars - med Siri Karlsson och Ska'n'Ska på Slaktkyrkan, Stockholm[33]